# Mali aux Jeux olympiques d'été de 2012
Le Mali participe aux Jeux olympiques d'été de 2012 à Londres au Royaume-Uni du 27 juillet au 12 août 2012. Il s'agit de sa 12e participation à des Jeux d'été.

## Athlétisme
Hommes
| Athlète       | Épreuve    | Séries   | Séries | Quarts de finale | Quarts de finale | Demi-finales | Demi-finales | Finale   | Finale |
| Athlète       | Épreuve    | Résultat | Rang   | Résultat         | Rang             | Résultat     | Rang         | Résultat | Rang   |
| ------------- | ---------- | -------- | ------ | ---------------- | ---------------- | ------------ | ------------ | -------- | ------ |
| Moussa Camara | 800 mètres | 1:51.36  | 45     | NC               | NC               | -            | -            | -        | -      |

Femmes
| Athlète         | Épreuve          | Séries   | Séries | Quarts de finale | Quarts de finale | Demi-finales | Demi-finales | Finale   | Finale |
| Athlète         | Épreuve          | Résultat | Rang   | Résultat         | Rang             | Résultat     | Rang         | Résultat | Rang   |
| --------------- | ---------------- | -------- | ------ | ---------------- | ---------------- | ------------ | ------------ | -------- | ------ |
| Rahamatou Drame | 100 mètres haies | DQ       | -      | NC               | NC               | -            | -            | -        | -      |

## Judo
Le Mali a qualifié 1 judoka.
| Athlète    | Compétition            | 1/16 de finale                 | 1/8 de finale       | Quarts de finale    | Demi-finales        | Repêchage 1         | Repêchage 2         | Finale              | Finale |
| Athlète    | Compétition            | Adversaire Résultat            | Adversaire Résultat | Adversaire Résultat | Adversaire Résultat | Adversaire Résultat | Adversaire Résultat | Adversaire Résultat | Rang   |
| ---------- | ---------------------- | ------------------------------ | ------------------- | ------------------- | ------------------- | ------------------- | ------------------- | ------------------- | ------ |
| Oumar Kone | Moins de 100 kg hommes | Luciano Corrêa (BRA) 0002/0102 | -                   | -                   | -                   | -                   | -                   | -                   | -      |

## Natation
Le Mali a obtenu 2 places.
| Athlète         | Épreuve          | Séries | Séries | Demi-finales | Demi-finales | Finale | Finale |
| Athlète         | Épreuve          | Temps  | Rang   | Temps        | Rang         | Temps  | Rang   |
| --------------- | ---------------- | ------ | ------ | ------------ | ------------ | ------ | ------ |
| Mamadou Soumare | 100 m nage libre | 57.32  | 52     | -            | -            | -      | -      |

| Athlète              | Épreuve         | Séries | Séries | Demi-finales | Demi-finales | Finale | Finale |
| Athlète              | Épreuve         | Temps  | Rang   | Temps        | Rang         | Temps  | Rang   |
| -------------------- | --------------- | ------ | ------ | ------------ | ------------ | ------ | ------ |
| Fatoumata Samassékou | 50 m nage libre | 31.88  | 62     | -            | -            | -      | -      |

## Taekwondo
Le Mali a obtenu une wild card.
| Athlète           | Epreuve       | 8e de finale        | Quart de finale     | Demi-finale         | Repêchage 1         | Repêchage 2         | Finale              | Finale |
| Athlète           | Epreuve       | Adversaire Résultat | Adversaire Résultat | Adversaire Résultat | Adversaire Résultat | Adversaire Résultat | Adversaire Résultat | Rang   |
| ----------------- | ------------- | ------------------- | ------------------- | ------------------- | ------------------- | ------------------- | ------------------- | ------ |
| Daba Modibo Keïta | Plus de 80 kg |                     |                     |                     |                     |                     |                     |        |